# كارولين فريدريك فون شلوزر
كارولين فريدريك فون شلوزر كانت فنانة ورسامة ألمانية.

## نبذة
كانت كارولين فريدريك روديرير ابنة عالم التشريح يوهان جورج روديرير. تزوجت في 5 نوفمبر 1769، في سن 16، المؤرخ والمحامي أوغست لودفيغ فون شلوزر، الذي التقى بها كطالب في سن 8. أصبحت فيما بعد معروفة في جميع أنحاء أوروبا كرسامة. قامت بإنشاء صور ومناظر طبيعية معروضة في متحف مدينة غوتنغن.